# Mary Whitney
Pour les articles homonymes, voir Mary Watson, Watson et Whitney.
Mary Watson Whitney, né le 11 septembre 1847 à Waltham au Massachusetts et morte le 20 janvier 1921 dans la même ville, est une astronome américaine qui a dirigé le Vassar College Observatory pendant 22 ans.

## Biographie

### Enfance et formation
Whitney obtint son diplôme de l’école secondaire publique en 1863 et entre au Vassar College de Poughkeepsie, avec mention d’avancement en 1865. Elle obtient une maîtrise en 1872.

### Carrière
Elle est un fellow de l'Association américaine pour l'avancement des sciences et un Charter Member de la Astronomical and Astrophysical Society.
Elle enseigne à la Waltham High School avant de retourner à Vassar en tant qu’assistante de Maria Mitchell. En 1888, elle succéda à Mitchell comme professeur d’astronomie et directeur de l’observatoire du collège.

### Mort
Mary Whitney meurt à Waltham le 20 janvier 1921, d'une pneumonie.

## Postérité
Le cratère vénusien Whitney a été nommé en son honneur.